# لوکوو
لوکوو (به لاتین: Lewków) یک روستا در لهستان است که در گمینا اوستروف ویلکوپولسکی واقع شده‌است. لوکوو ۱٬۴۰۰ نفر جمعیت دارد.